# St. Maria (Grießem)

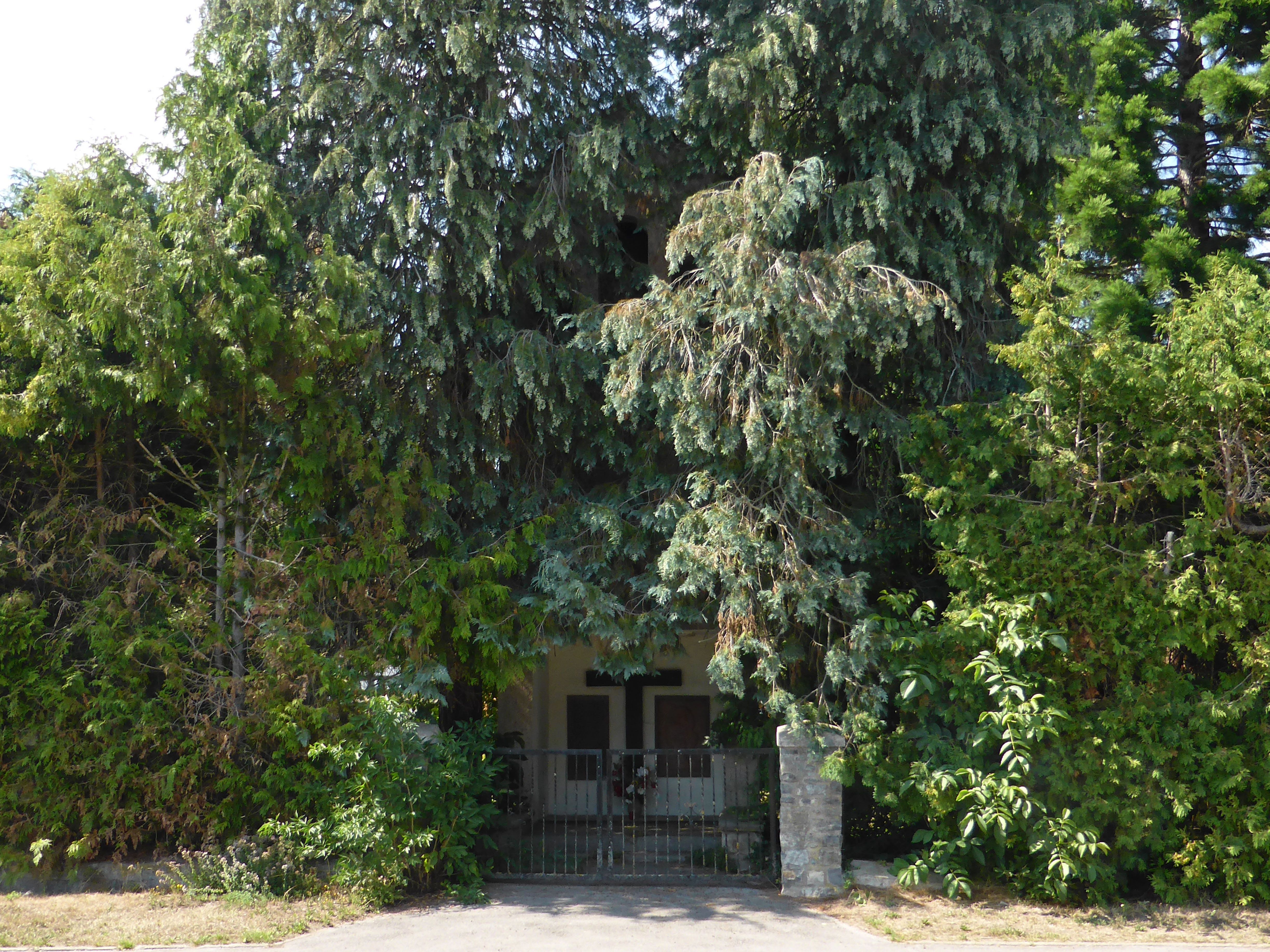
Heute hinter Bäumen verborgen: Der Turm der Kapelle an der Straße „Oberer Anger“

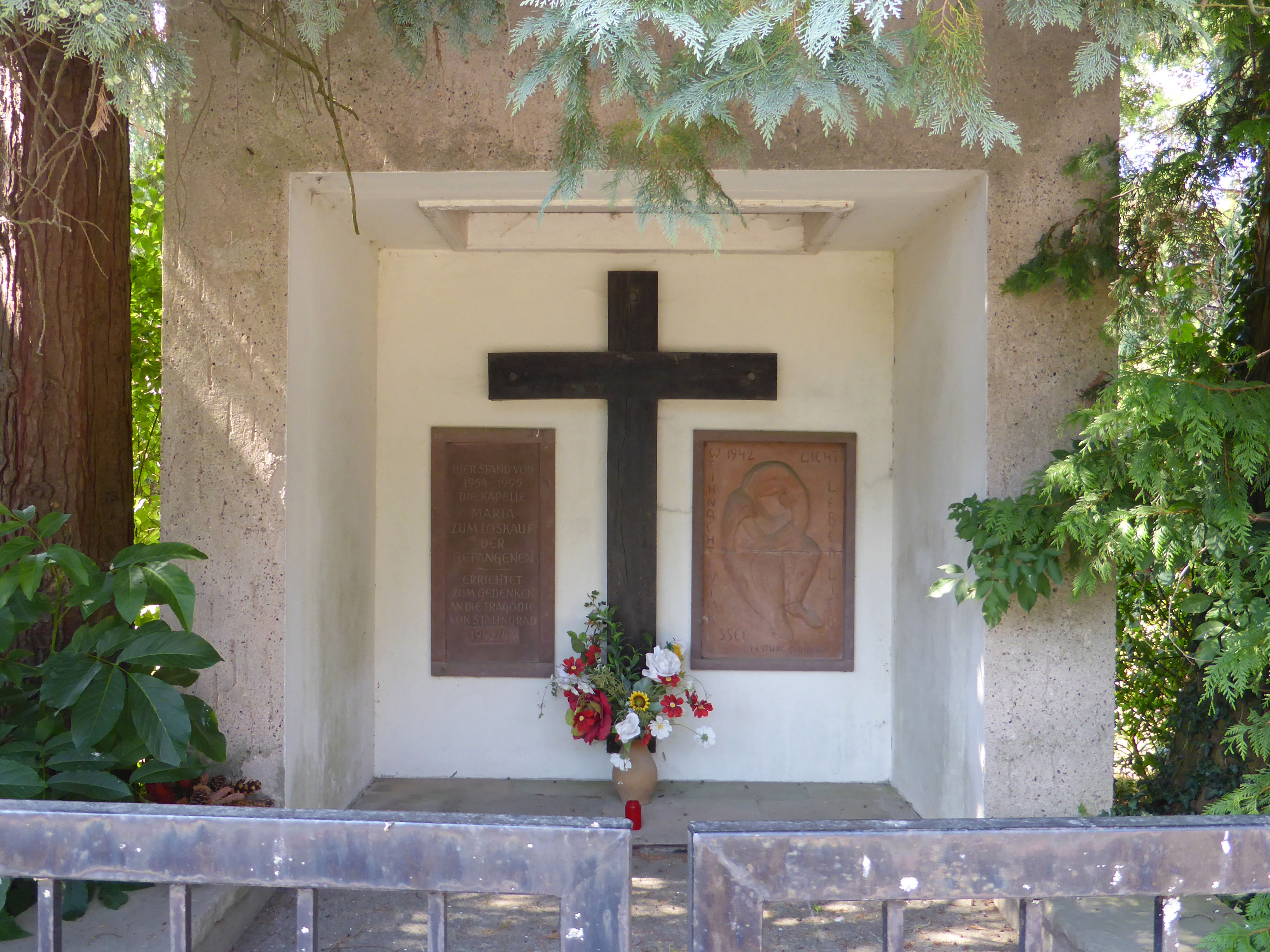
Gedenkort im Turm der Kapelle

Die Kapelle Maria zum Loskauf der Gefangenen, auch kurz als St. Maria bezeichnet, war die römisch-katholische Kapelle in Grießem, einem Ortsteil von Aerzen im Landkreis Hameln-Pyrmont in Niedersachsen. Die nach der heiligen Maria benannte Kapelle gehörte zuletzt zur Kirchengemeinde St. Bonifatius mit Sitz in Aerzen, im damaligen Dekanat Hameln des Bistums Hildesheim.

## Geschichte

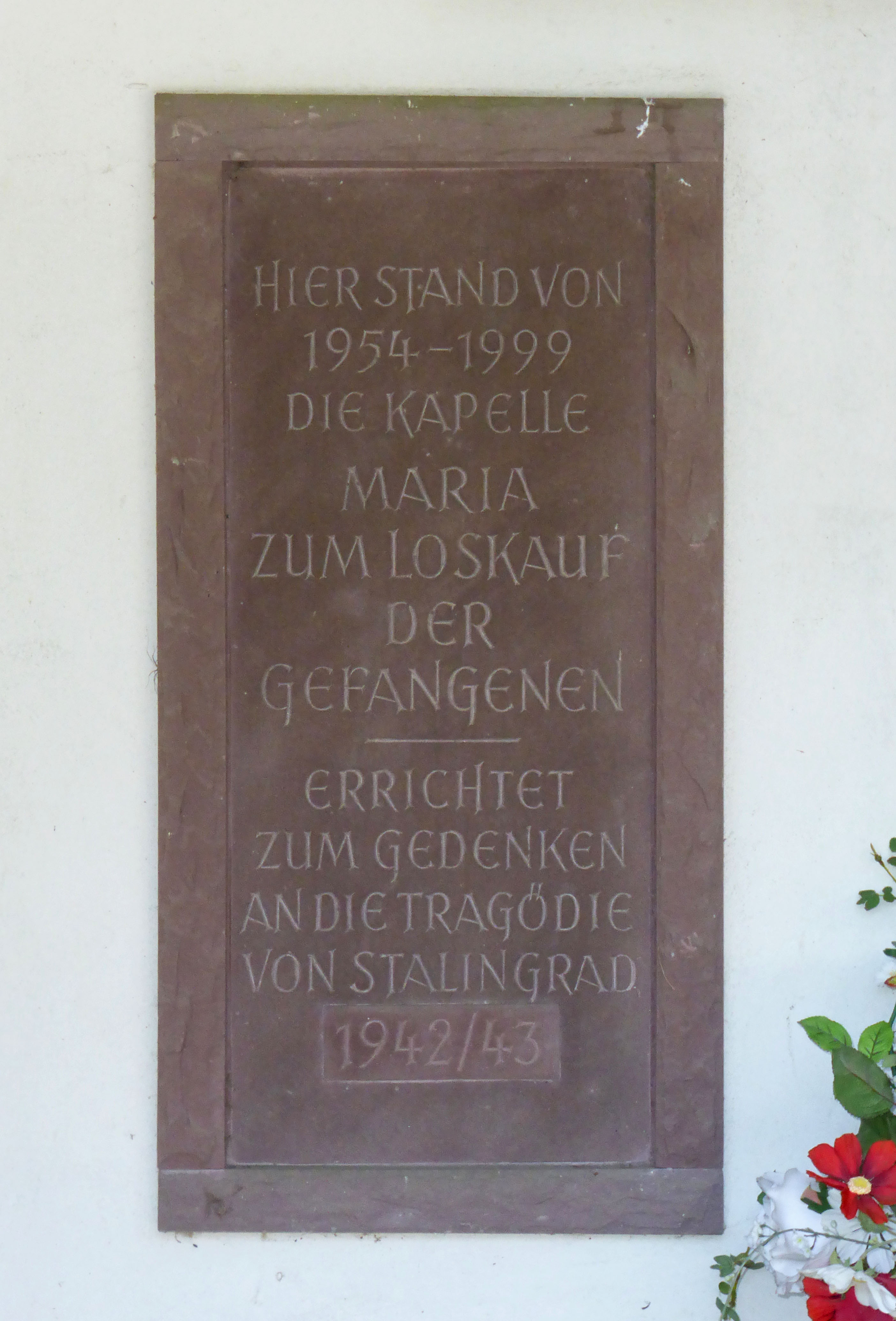
Gedenktafel in Grießem

Werner Joseph Bernhard Freiherr von Canstein (1899–1979) gab 1939 seinen Wohnsitz, die Domäne Ewig bei Attendorn, auf, da er ihre Existenz durch den Bau des Biggesees bedroht sah. Stattdessen erwarb er ein Gut in Grießem.
Bei seinem Kriegseinsatz im Zweiten Weltkrieg in der Sowjetunion gelobte er, im Fall einer glücklichen Heimkehr eine Kapelle zu errichten. 1943 geriet er als Oberstleutnant in der Schlacht von Stalingrad in sowjetische Kriegsgefangenschaft. Von den rund 110.000 Soldaten der Wehrmacht und verbündeter Truppen, die in Stalingrad in Gefangenschaft gerieten, überlebten nur rund 6.000. Freiherr von Canstein gehörte dazu.
1949 kehrte er aus der Kriegsgefangenschaft zurück, und 1954 wurde die von ihm erbaute Kapelle eingeweiht. Am 4. Juni 1979 verstarb Freiherr von Canstein in Grießem. Die Kapelle bestand noch bis 1999.

## Ausstattung

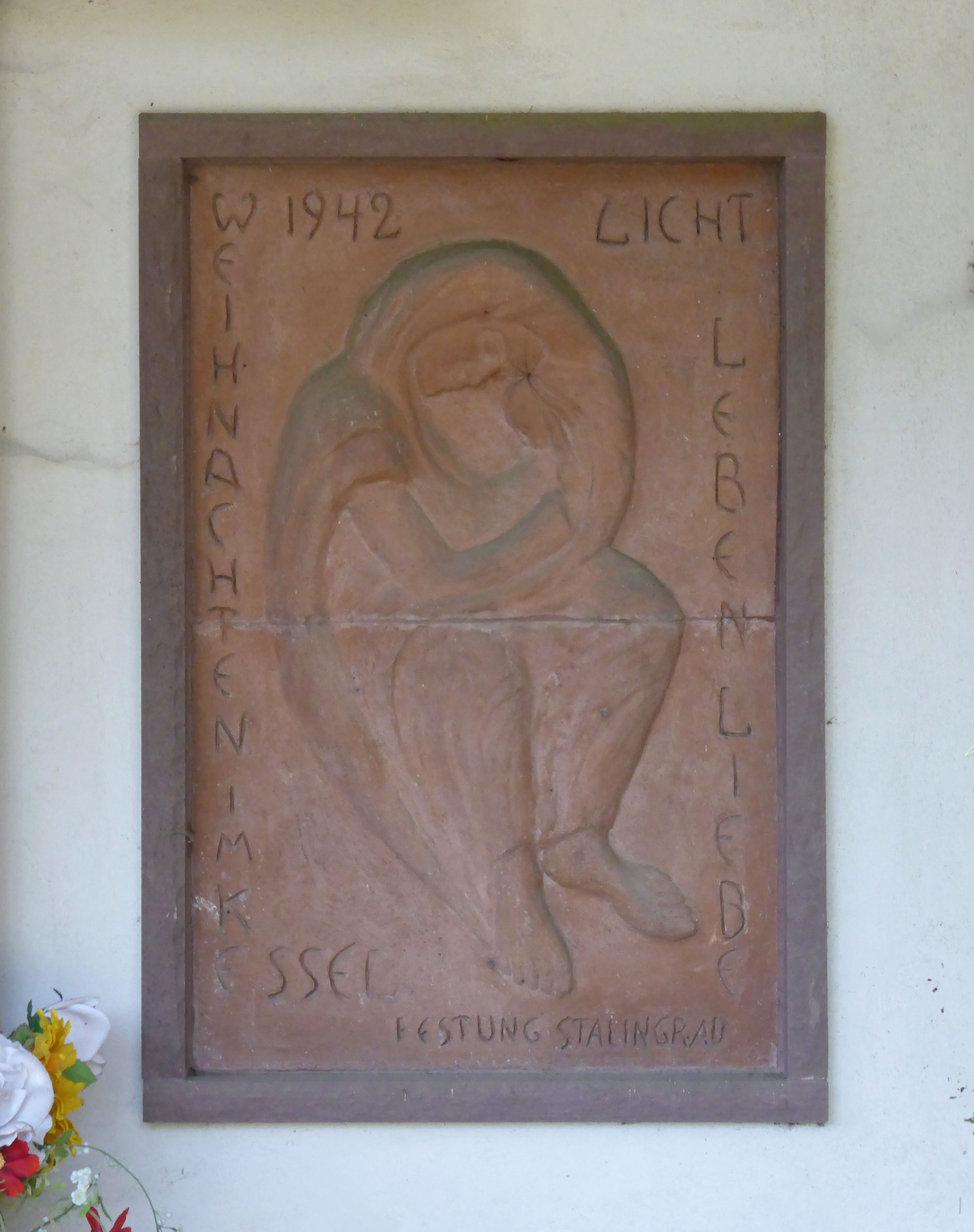
Tonrelief der „Madonna von Stalingrad“ in Grießem

Die Kapelle stand auf dem Grundstück Oberer Anger 20.
Hinter dem Altar hing ein hölzernes Kreuz, das aus einer Eiche aus dem Schlosspark derer von Canstein angefertigt wurde. Eine in der Kapelle aufgestellte Statue der Heiligen Agatha stammte ursprünglich aus der Gemeinde Gevelinghausen, die diese dem Ehepaar von Canstein 1932 zur Hochzeit schenkte. Die 1950 beauftragte Bildhauerin Christel Nieland fertigte das Tonrelief der „Madonna von Stalingrad“, das an der Stirnseite der Kapelle in Grießem eingelassen war. Vorlage für dieses Relief war die Kopie einer Zeichnung, die der Oberarzt Kurt Reuber an Heiligabend im Kessel von Stalingrad zeichnete. Das Original der Zeichnung hängt heute in der Kaiser-Wilhelm-Gedächtniskirche in Berlin.
Der Glockenturm der ehemaligen Kapelle steht heute noch, er ist als Gedenkort an die ehemalige Kapelle gestaltet.